# Lypha johnsoni
Lypha johnsoni là một loài ruồi trong họ Tachinidae.